# 翟敬 (弘治進士)
翟敬（1454年—？），字行簡，山西平陽府猗氏縣人，民籍，明朝政治人物。

## 生平
山西鄉試第三十一名，會試第一百六十五名。弘治三年（1490年）殿试登進士第三甲第一百九十五名。六年八月授翰林院检讨，陪諸王读书，与其余十人进士以府潦沉滞，请别为叙迁之格，吏部尚书耿裕寝其奏，徐浤、翟敬等复诣部争之，耿裕不听，遂群诟而出，事闻下镇抚鞫问，孝宗以浤等诋毁大臣，免赎罪，照前例俱黜为民。弘治十一年（1498年）稍起为河南布政司照磨，十二年二月以监察御史余濂举荐，升休宁县知县，遷太仓州知州，歷鳳翔府同知，正德三年（1508年）逆升四川佥事，被太监劉瑾所阻。劉瑾死后，五年八月升河南佥事，歷升遼東行太僕寺少卿，十二年正月升陕西左參政，十三年七月以年老不职，为巡抚都御史所劾，令致仕。

## 家族
曾祖翟從善，祖父翟庸，父親翟通。母解氏。